# Howard Ferguson
Howard Ferguson (ur. 21 października 1908 w Belfaście, zm. 31 października 1999 w Cambridge) – brytyjski kompozytor, pianista, pedagog i muzykolog.

## Życiorys
Już w młodym wieku objawił się jego talent muzyczny. Grającego młodego Fergusona usłyszał w 1922 pianista Harold Samuel i zachęcił jego rodziców, aby pozwolili mu przyjechać do Londynu i studiować u niego. W 1924 Ferguson wstąpił do Royal College of Music, aby uczyć się kompozycji pod kierunkiem R.O. Morrisa i Ralpha Vaughana Williamsa . Studiował również dyrygenturę u Malcolma Sargenta, a jego przyjacielem został kolega ze studiów Gerald Finzi.
Wczesne kompozycje Fergusona takie jak Octet (1933) (napisany na tę samą obsadę co oktet Franza Schuberta), spotkały się ze znacznym uznaniem.
W czasie II wojny światowej, Ferguson pomagał Myrze Hess prowadzić podnoszącą na duchu serię koncertów w National Gallery w Londynie. Od 1948 do 1963 wykładał w Royal Academy of Music , do jego uczniów poza Myrą Hess, należeli Richard Rodney Bennett, Susan Bradshaw i Cornelius Cardew. W 1959 otrzymał doktorat honoris causa uniwersytetu w Belfaście .
Po napisaniu The Dream of the Rood Ferguson zrezygnował z komponowania na rzecz uprawiania muzykologii mówiąc, że w swych stosunkowo niewielu dziełach "powiedział" już wszystko co miał do powiedzenia. Jego Keyboard Interpretation from the 14th to 19th Century (1975) oraz antologie wczesnej muzyki klawiszowej francuskiej, włoskiej, niemieckiej i angielskiej (1966, 1968, 1970, 1971) cieszyły się powodzeniem zarówno wśród wykonawców profesjonalnych jak i amatorów .

## Wybrane kompozycje
- Op. 1 Two Ballads, na baryton i orkiestrę (1928-32)
- Op. 2 Sonata skrzypcowa nr 1 (1931)
- Op. 3 Three Mediaeval Carols, na głos i fortepian (1932-33)
- Op. 4 Octet, na klarnet, fagot, róg, kwartet smyczkowy i kontrabas (1933)
- Op. 5a Partita, wersja orkiestrowa (1935-36)
- Op. 5b Partita, wersja na 2 fortepiany lub fortepian na 4 ręce (1935-36)
- Op. 6 Four Short Pieces, na klarnet, altówkę i fortepian (1932-36)
- Op. 7 Four Diversions on Ulster Airs, na orkiestrę (1939-42)
- Op. 8 Sonata fortepianowa f-moll (1938-40)
- Op. 9 Five Bagatelles na fortepian (1944)
- Op. 10 Sonata skrzypcowa nr 2 (1946)
- Op. 12 Koncert na fortepian i orkiestrę smyczkową (1950-51)
- Op. 13 Discovery, cykl pieśni do słów Dentona Welcha na głos i fortepian (1951)
- Op. 14 Three Sketches, na flet i fortepian (1932, popr. 1952)
- Op. 16 Overture for an Occasion na orkiestrę (1952-53)
- Op. 17 Five Irish Folksongs, na głos i fortepian (1954)
- Op. 18 Amore Langueo, na tenor, chór i orkiestrę (1955-56)
- Op. 19 The Dream of the Rood, na sopran, chór i orkiestrę (1958)
- Love and Reason na kontratenor i fortepian (1958)
- The Dream of the Rood, na sopran lub tenor, chór i orkiestrę(1958–59)

## Nagrania
- Hyperion CDA66130 (1984) Piano version of the Partita and the Piano Sonata, performed by Howard Shelley and Hilary MacNamara.
- EMI 0777 7 64738 2 6 (1986) Concerto for piano and strings and Amore langueo performed by Howard Shelley (piano), Martyn Hill (tenor), the London Symphony Chorus and the City of London Sinfonia, conducted by Richard Hickox.
- Chandos CHAN 9082 (1992). Contains Two Ballads, the orchestral version of the Partita and The Dream of the Rood. Performed by Anne Dawson (soprano), Brian Rayner Cook (baritone), the London Symphony Orchestra and Chorus, conducted by Richard Hickox.
- Chandos CHAN 9316 (1995). Contains the two violin sonatas, Three Medieval Carols, Four Short Pieces, Love and Reason, Discovery, Three Sketches, and Five Irish Folksongs. Performed by Sally Burgess (mezzo-soprano), Reiner Schneider-Waterberg (countertenor), John Mark Ainsley (tenor), David Butt (flute), Janet Hilton (clarinet), Lydia Mordkovitch (violin) and Clifford Benson (piano).
- Naxos 8.55729 (2005) Concerto for piano and strings performed by Peter Donohue and the Northern Sinfonia.